# Pseudenargia erythra
Pseudenargia erythra är en fjärilsart som beskrevs av Brandt 1938. Pseudenargia erythra ingår i släktet Pseudenargia och familjen nattflyn. Inga underarter finns listade i Catalogue of Life.